# Дивон ле Бен
Дивон ле Бен (на френски: Divonne-les-Bains) е град в югоизточна Франция, част от департамента Ен в регион Рона-Алпи. Населението му е 9465 души (по данни от 1 януари 2016 г.).
Разположен е между планината Юра и Женевското езеро, на самата граница с Швейцария и на 16 km северно от центъра на Женева. Селището е известно от Античността със своите минерални извори и през XIX век се развива като балнеологичен курорт.